# 아적부혹청춘
《아적부혹청춘》(我的不惑青春)은 2020년 방송되었던 중국의 드라마이다.

## 줄거리
- 20년동안 가정에 헌신하던 주부 하패근씨는 갑자기 문화차이라는 이유로 남편에게 이혼청구를 받게된다. 그녀는 가정을 지키기위해 적지 않은 나이에 대학에 진학하기로 마음을 먹지만 남편과 아들은 극구반대를 하고 엎친데덮친격 암판정을 받게된다 그녀는 마지막 남은 시간을 자신을 위해 살기로 결심하고 대학진학의 꿈을 이루기로 한다. 입학 후 아들 나이또래와 동창이 된 그녀는 친구들에게 왕따도 당하지만 자신의 삶의 지혜와 인간적인 매력으로 캠퍼스에 적응해 나아가는데...

## 등장인물
- 메이팅 - 하패근 역
- 진룡 - 육천재 역
- 소봉 (邵峰) - 허자겸 역
- 황만 (黄曼) - 기훤유 역
- 허제 (许娣) - 할머니 역
- 류아진 (刘亚津) - 이교수 역
- 동주 (董姝) - 김영 역
- 주박 (周璞) - 동사장 역
- 대소영 (戴笑盈) - 정희 역
- 루지아 (卢佳) - 오더우더우 역